# Medalla al Mérito Militar (Uruguay)
La Medalla al Mérito Militar es la máxima condecoración militar que otorga el Presidente de Uruguay actuando en acuerdo con el Ministro de Defensa Nacional, a propuesta del Comandante en Jefe del Ejército, que reconoce a militares y civiles, tanto nacionales como extranjeros, por sus servicios distinguidos en el ejercicio de su profesión o personales relevantes al Ejército Nacional de Uruguay. Esta condecoración se creó en 1991.

## Propósito
La Medalla al Mérito Militar distingue a los integrantes del Ejército y demás miembros de las Fuerzas Armadas de Uruguay, así como a los ciudadanos nacionales o extranjeros que contribuyan con servicios distinguidos o personales relevantes al Ejército Nacional. Además, también puede otorgarse como condecoración colectiva a Unidades del Ejército por su desempeño colectivo en combate o servicios extraordinarios relevantes.
El análisis y juzgamiento de si los méritos de los civiles y militares ameritan el otorgamiento de esta distinción lo realiza el Consejo de Méritos, integrado por el Comandante en Jefe del Ejército quien lo preside, más dos Oficiales Generales en actividad de mayor antigüedad, asignados a labor en el país.
Concede la medalla el Presidente de Uruguay actuando en acuerdo con el Ministro de Defensa Nacional, a propuesta del Comandante en Jefe del Ejército. La entrega de la misma junto con su diploma respectivo se hace en una ceremonia formal (según el Reglamento de Ceremonial y Protocolo del Ejército) dirigida por el Comandante en Jefe del Ejército en la que se lee la normativa vigente al respecto.
Esta condecoración militar es la máxima en preeminencia otorgada por servicios destacados al Ejército uruguayo y tiene sus equivalentes en la Medalla al Mérito Aeronáutico por servicios destacados a la Fuerza Aérea Uruguaya y la Medalla al Mérito Naval Comandante Pedro Campbell por servicios destacados a la Armada Nacional del Uruguay.

## Antecedentes
La Medalla al Mérito Militar fue creada el 9 de abril de 1991 por Decreto N° 199/991 a solicitud del Comando General del Ejército, argumentando la conveniencia de crear una medalla que premie al personal militar o civil por servicios destacados al Ejército Nacional. Esta reglamentación fue reemplazada por el Decreto N° 511/991 del 17 de septiembre de 1991, que modificó el aspecto y composición de la distinción e incorporó un sistema de clases según la jerarquía del laureado. El Decreto N° 365/993 del 12 de octubre de 1993 modificó el Decreto N° 511/991, extendiendo la posibilidad de otorgamiento a Unidades militares como cuerpo colectivo.
Previamente el gobierno de facto de la dictadura cívico-militar había creado la «Orden Militar al Mérito Tenientes de Artigas» como mayor reconocimiento del Ejército (Decretos Leyes N° 14955 y 15066), sin embargo, tras el regreso de la democracia esta distinción fue derogada por la Ley de validez de los actos del gobierno de facto N° 15738 en su artículo 4.

## Características
La medalla está compuesta por la cruz, cinta y encomienda, placa, barra, roseta y diploma.

## Clases
1. Oficiales generales y civiles similares
2. Oficiales superiores y civiles similares
3. Jefes y oficiales y civiles similares

## Galardonados
En su historia se han condecorado por sus aportes o servicios a altas personalidades militares de Uruguay y el extranjero, así como a unidades militares por su larga trayectoria. Entre los condecorados están además los expresidentes de Uruguay Julio María Sanguinetti, Luis Alberto Lacalle, Jorge Batlle y Tabaré Vázquez.

## Otras medallas
La Medalla 18 de mayo de 1811 es la insignia jerárquicamente inferior a la Medalla al Mérito Militar.